# Psalmvalslista
En psalmvalslista är en bok med förslag på psalmer inför en specifik gudstjänst. Böckernas psalmval är uppdelade efter kyrkoåret och var i gudstjänsten psalmen passar.

## Svenska kyrkan
Ett urval av psalmvalslistor för Svenska kyrkan.
- 1904 – Psalmvalslista för högmässogudstjänsten av Gustaf Teodor Lundblad.[2] Gavs även ut 1933 i ny upplaga.[3]

- 1938 – Psalmvalslista för högmässan av Knut Peters.[4]

- 1958 – Psalm och koral i högmässan av Harald Göransson och Ragnar Stenberg.[5]

- 1987 – Kyrkoårets psalmer av Harald Göransson och Olle Nivenius. Psalmvalslita för Den svenska psalmboken 1986.[6]

- 1995 – Psallite deo av Per Olof Nisser, Kjell Bengtsson och Ebbe Arvidsson.[7]

- 2003 – Psalmvalslista av Ragnar Håkanson. Psalmvalslita för Den svenska psalmboken 1986 med Verbums psalmbokstillägg, Psalmer i 90-talet och Kyrksång.[1]

- 2004 – Kyrkoårets psalmer av Hans Karlsson. Psalmvalslita för Den svenska psalmboken 1986 med Verbums psalmbokstillägg och Psalmer i 90-talet.[8]

- 2006 – Psalmvalslista av Ragnar Håkanson. Psalmvalslita för Den svenska psalmboken 1986 med Verbums psalmbokstillägg, Psalmer i 2000-talet och Kyrksång.[9]